# Maribel Fernández
Maribel Fernández (Ciudad de México, 9 de marzo de 1953), conocida como la Pelangocha, es una actriz y comediante mexicana. Entre algunos de sus trabajos más destacados se encuentra su participación en las series y películas Mi secretaria, El día de los albañiles, Y hacemos de... tocho morocho, Cascabel, y Adiós lagunilla, adiós.

## Carrera
También ha participado en diversas telenovelas como La fea más bella, Dos hogares, Hasta que la muerte los separe, Mujeres engañadas y De pocas, pocas pulgas. En el 2015 participó en la telenovela Amores con trampa donde interpretó a la sirvienta de la familia Velasco-Bocelli.

## Filmografía

### Programas de televisión
- LOL: Last One Laughing MX (2024) - Ella misma[2]
- Tal para cual (2022) - Mamá de Nacaranda[3]
- Esta historia me suena (2022)[4]
- Rutas de la vida (2022)[5]
- Como dice el dicho (2011-2014) - 3 capítulos
- La Hora Pico (2007)
- Estudio 2 (2005)
- La jaula (2004) - Doña Franca Garzón "Paquita"
- Mujer, casos de la vida real (1999-2005)
- ¿Qué nos pasa? (1998)
- Hasta que la muerte los separe (1994) - Elisa
- El Hospital de la Risa (1986) - Dra. Piches
- La carabina de Ambrosio (1986)
- Mi secretaria (1978-1986) - Capítulo Piloto en 1975.
- El Chavo del Ocho (1972) - Gloria, Tía de Patty
- Chespirito (1972) - Gloria, Tía de Patty

### Películas
- Cuando sea joven (2022) cómo Remedios[6]
- Un ratero muy... decente (2001)
- Los maistros albañiles (1999) como Manuela
- Alma letal 5 (1999) como Manuela
- No de puede con la risa (1998)
- La super risa en vacaciones 8 (1996)
- La Loca risa en vacaciones 7 (1996)
- Los talacheros (1995)
- Nuestra ciudad (1995) como Reynalda
- Revancha de mujer (1995)
- La nueva risa en vacaciones (1995)
- La risa en vacaciones 6 (1995)
- El charro chano (1994) como Adelita
- La risa en vacaciones 5 (1994)
- Me muero de la risa (1993)
- Yo hice a Roque III (1993)
- Secretos de una fichera (Peritos Padrotón) (1993) como La Duquesa
- La lotería (1993)
- Donde quedó la bolita (1993)
- Esta vieja es una fiera (1992)
- La mula (1992)
- Mister barrio (1992)
- El gandalla (1992)
- El dandy y las mujeres (1992)
- ¿Dónde quedó el colorado? (1991)
- Curvas peligrosas(1991)
- Silencio de muerte (1991)
- El retorno de Gordachov (1991)
- Pacto de sinvergüenzas (1991)
- El adulterio me da risa (1991)
- Ni tan bobo, ni tan vivo (1991)
- Judicial pero honrado (1991)
- Los hojalateros (1991)
- Hembra o macho (1991)
- Goza conmigo (1990)
- Fotógrafo de modelos (1990)
- De lengua, me como un plato (1990)
- La taquera picante (1990)
- El muerte al hoyo... y el vivo también (1990)
- Placeres divertidos (1989)
- Arriba el telón (1989)
- Viva la risa 2 (1989)
- Dos camioneros con suerte (1989)
- La portera ardiente (1989)
- Viva la risa (1988)
- Alicia en el país del dólar (1988)
- Central camionera (1988)
- Sancho el sancho (1988)
- Los gatos de las azoteas (1988) como La Pelangocha
- Entre vecinos te veas (1987)
- El día de los albañiles 3 (1987)
- Los verduleros 2 (1987)
- La ruletera (1987)
- Adiós Lagunilla, adiós (1986) como Lupe
- El mofles y los mecánicos (1985)
- Fiebre de amor (1985)
- El ratero de la vecindad 2 (1985)
- Perico el de los palotes (1984)
- Siempre en domingo (película) (1984)
- El día de los albañiles (1982)
- El ratero de la vecindad (1982)
- Reventón en Acapulco (1982) como Esposa de Carlos
- De puro relajo (1982)
- Y hacemos de... tocho morocho (1981) como Bárbara
- Duro pero seguro (1878) como Carmen
- Cascabel (1977) como Aurora
- El moro de Cumpas (1977) como Clarita
- Presagio (1974) - Chica pueblerina (Estrenada 13/02/1975)
- Negro es un bello color (1974)
- ¡Qué familia tan cotorra! (1973) como Paty
- Mecánica nacional (1971) como Chica joven en grupo
- Los Beverly de Peralvillo (1971) como Paty
- Papá en onda (1971)
- Los campeones justicieros (1971) como Miss Jalisco

### Telenovelas
- El ángel de Aurora (2024-2025) - Maru
- Amores con trampa (2015) - Concepción Robles "Conchita"
- Corazón indomable (2013) - Dominga
- Dos hogares (2011-2012) - Enriqueta "Queta" Sánchez Pérez
- Querida enemiga (2008) - Olga
- Tormenta en el paraíso (2007-2008) - Carmela de Trinidad
- La fea más bella (2006-2007) - Martha Hurtado de Muñoz
- Misión S.O.S. Aventura y Amor (2004-2005) - Ángeles
- Amar otra vez (2004) - Lucía "Lucy" Vidal
- De pocas, pocas pulgas (2003) - Gladys
- Cómplices al rescate (2002) - Macrina Bautista
- Mujeres engañadas (1999-2000) - Concepción "Concha" Chávez de Hernández
- Salud, dinero y amor (1997-1998) - La Condesa
- Tú y yo (1996-1997) - Doña Graciela "Chela" López Beristáin
- Los parientes pobres (1993) - Amalia de Zavala
- Extraños caminos del amor (1981) - Alicia
- No temas al amor (1980) - Alicia
- Mundo de juguete (1974) - Secretaria

## Premios y nominaciones

### Premios TVyNovelas
| Año  | Categoría               | Programa                       | Resultado |
| ---- | ----------------------- | ------------------------------ | --------- |
| 1986 | Mejor actriz de comedia | La carabina de Ambrosio        | Ganadora  |
| 1994 | Mejor actriz de comedia | Hasta que la muerte los separe | Ganadora  |